# Fort De Roovere
Fort De Roovere is een schans bij Halsteren (aan de Schansbaan/Ligneweg) die onderdeel was van de West-Brabantse waterlinie.
Het is een aarden fort dat door middel van een wal (Ligneweg) aan het fort Pinssen is verbonden. Het fort is aan de "achterzijde" open, aan de "voorzijde" bestaat het uit twee bastions. Het fort heeft een droge gracht en de hellingen zijn begroeid met bomen. Het fort ligt vlak bij de Brabantse Wal.

## Geschiedenis
Het fort werd in 1628 aangelegd op een hoge zandrug. Het maakte samen met Het Laag, het fort Moermont en het fort Pinssen onderdeel uit van de Linie van Steenbergen, onderdeel van de West-Brabantse waterlinie. Het gebied rondom dit fort kon door inundatie onder water worden gezet door middel van een sluis bij Steenbergen.
Menno van Coehoorn verbeterde het fort in 1727, waarbij aan de zuidzijde een liniewal werd toegevoegd.
In 1747, tijdens de Oostenrijkse Successieoorlog (1740-1748) is het fort belegerd geweest door de Fransen. De belegering is uitgebreid beschreven. Uiteindelijk viel de vesting Bergen op Zoom en werd de belegering gestaakt.
In 1784 werden de voorwerken verbeterd. Tevens werd de hoofdwal aan de noordzijde aangelegd.
Het vestingwerk werd in 1816 opgeheven.

## Huidige situatie
De Stichting Vrienden van Fort de Roovere streeft er naar om het fort uit de vergetelheid te krijgen.
Medio 2010 is een begin gemaakt met een grootschalige opknapbeurt van het fort. De meeste begroeiing is verwijderd en de oude grachten zijn uitgediept. De werkzaamheden leidden tot veel lokale protesten. Opvallend is dat er verder weinig tot geen aandacht wordt besteed aan archeologisch onderzoek terwijl in de directe omgeving sporen te vinden moeten zijn van de belegering door de Fransen. Lokale amateurs met metaaldetectoren vinden er nog geregeld kartetskogels die van deze belegering afkomstig moeten zijn.

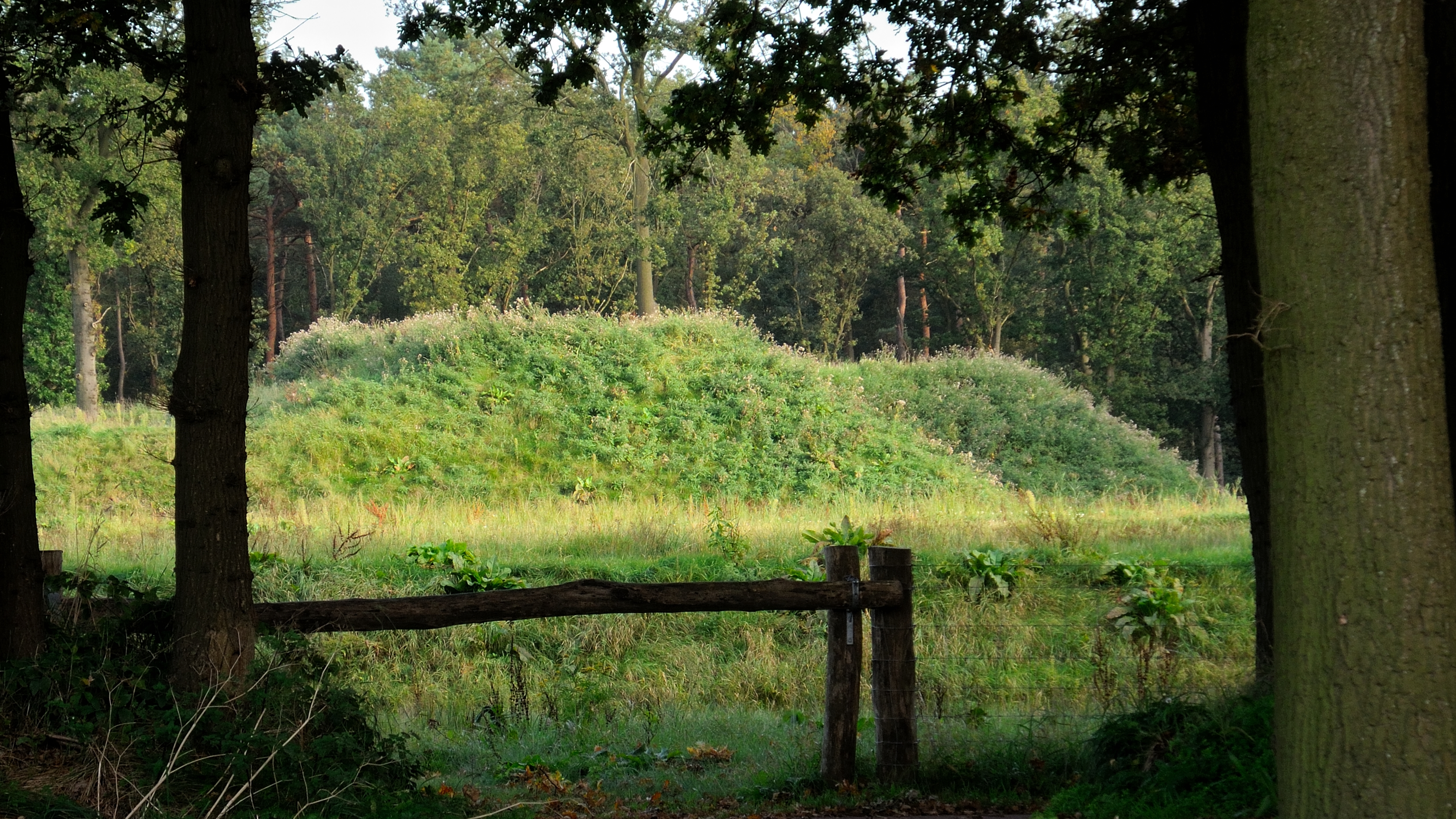
De zuidelijke courtine is te zien vanaf de parkeerplaats aan de Ligneweg doordat het zuidwestelijke bastion niet meer aanwezig is.
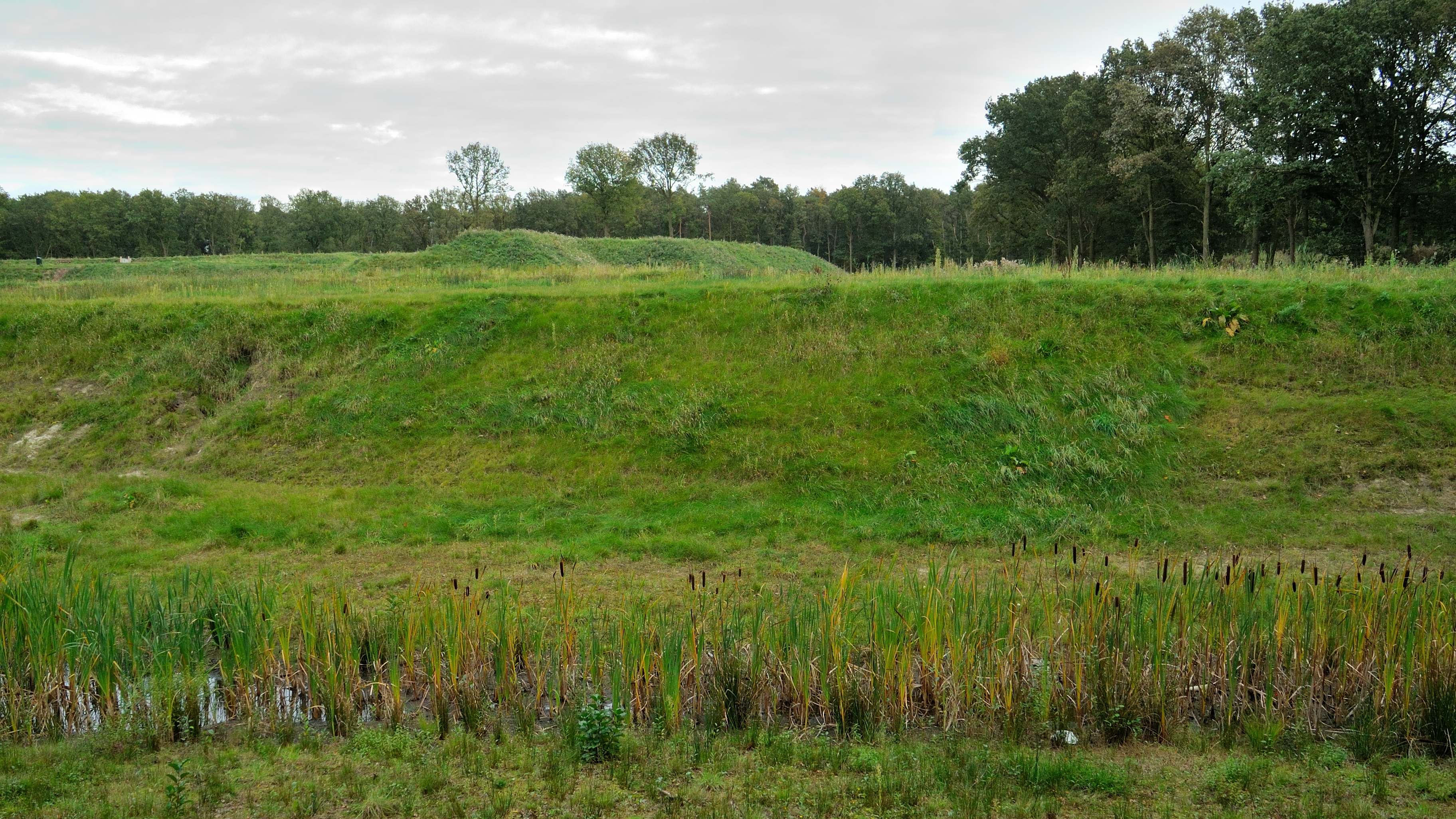
Drooggevallen westelijke gracht bij de plaats van het niet meer aanwezige zuidwestelijke bastion.
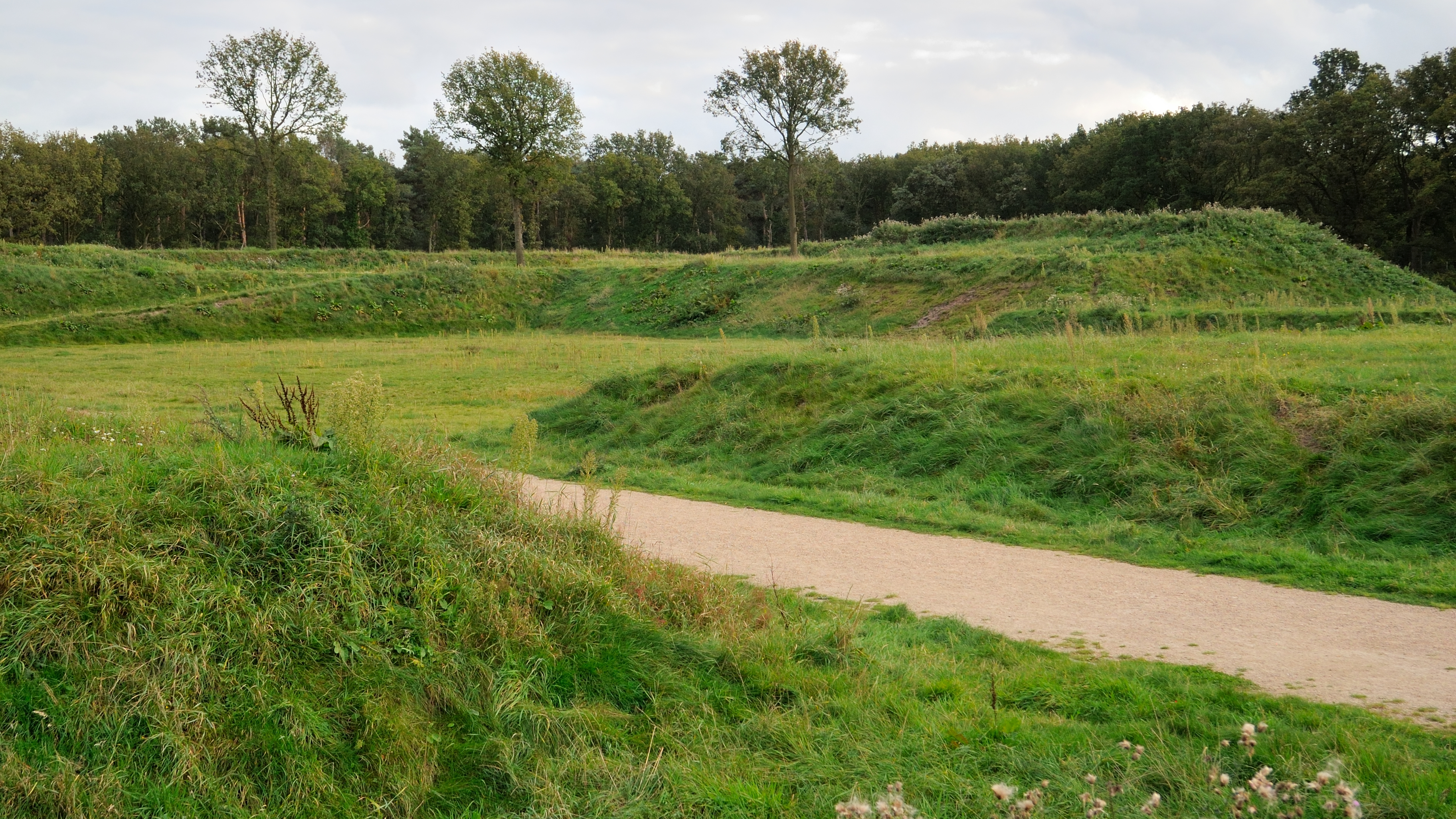
Terreplein, met opril naar het zuidoostelijke bastion.
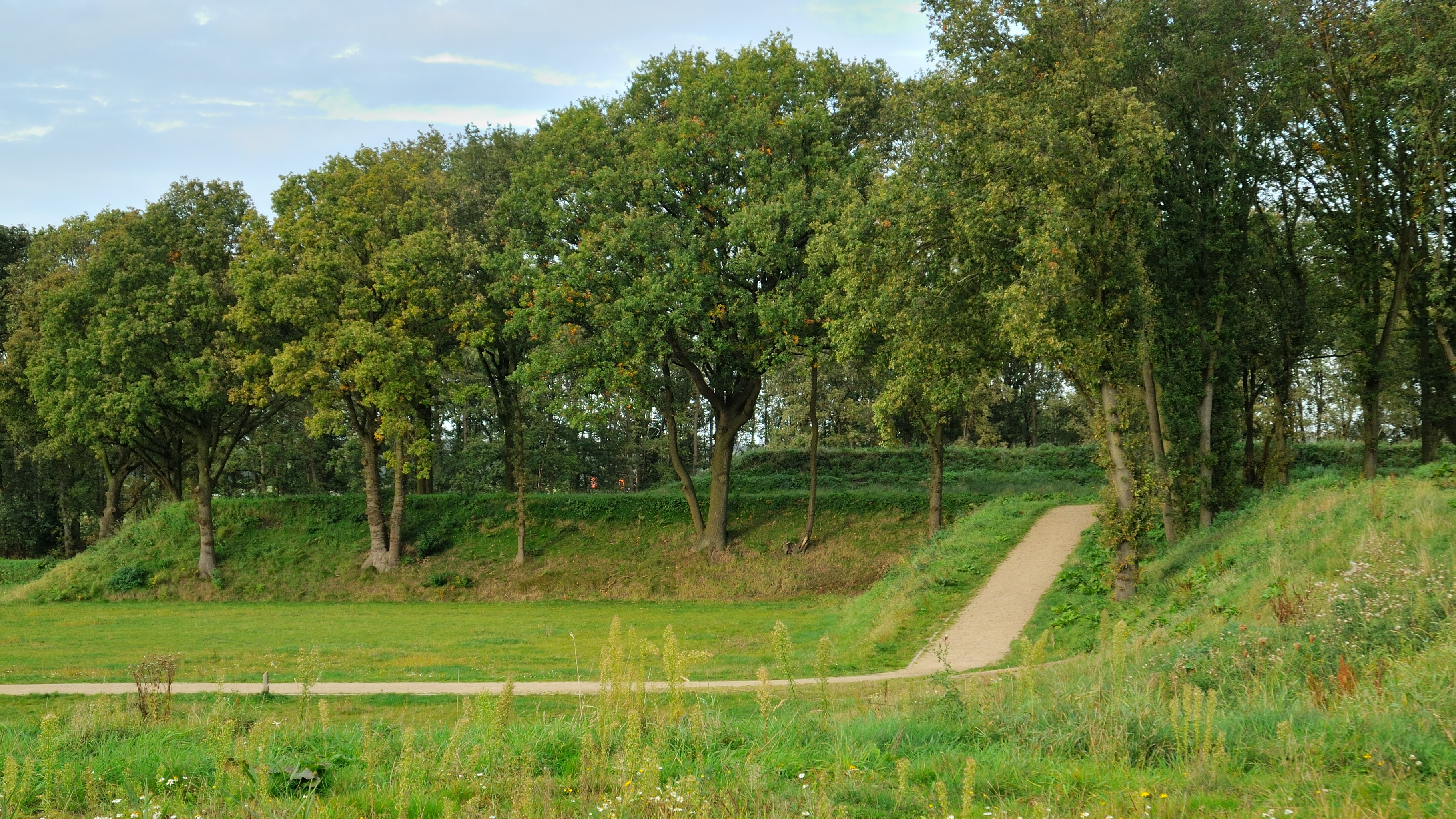
Opril naar het noordoostelijke bastion.
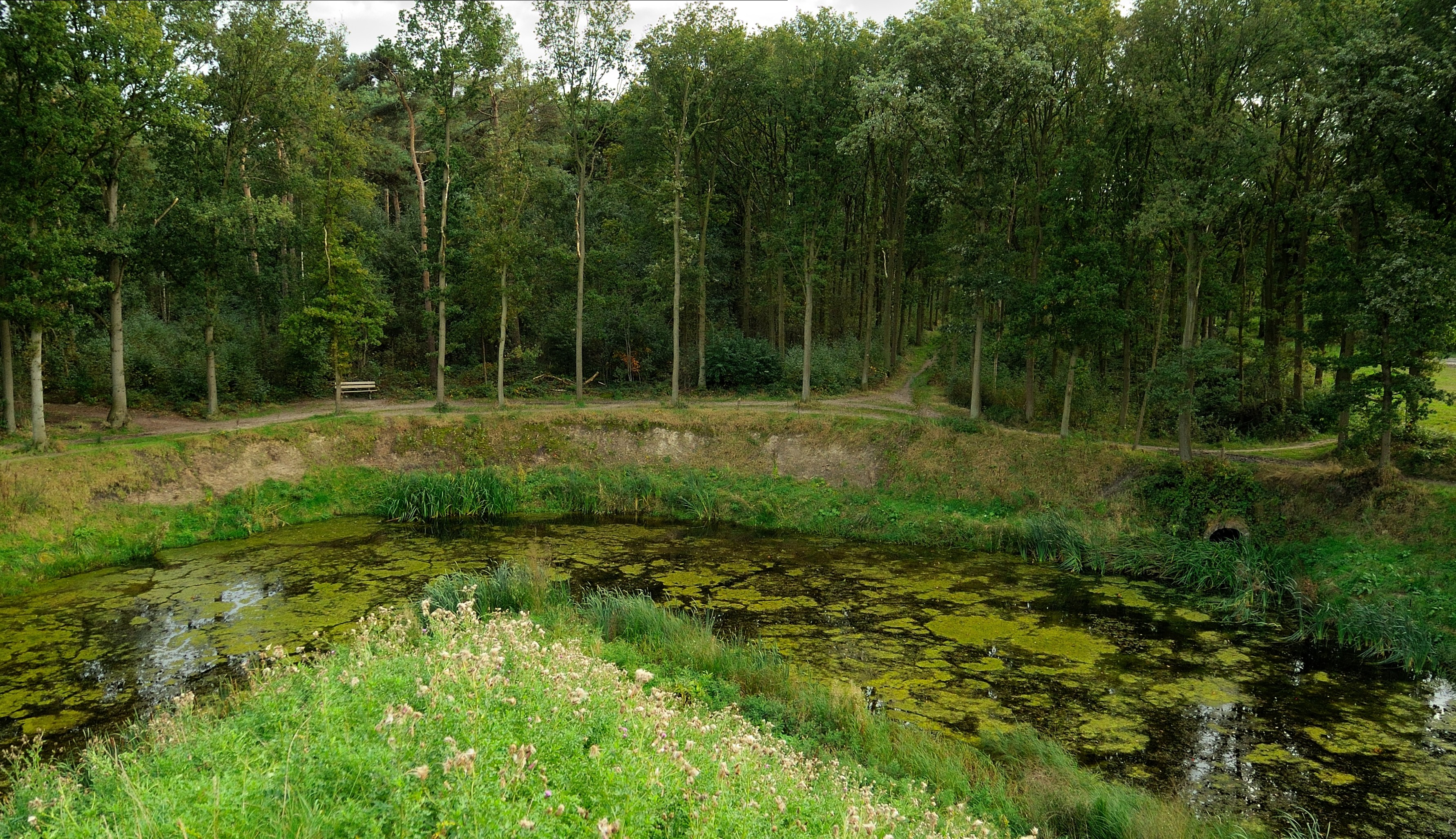
Saillant van het zuidoostelijke bastion met gracht en het inmiddels bebost geraakte oostelijke schootsveld.
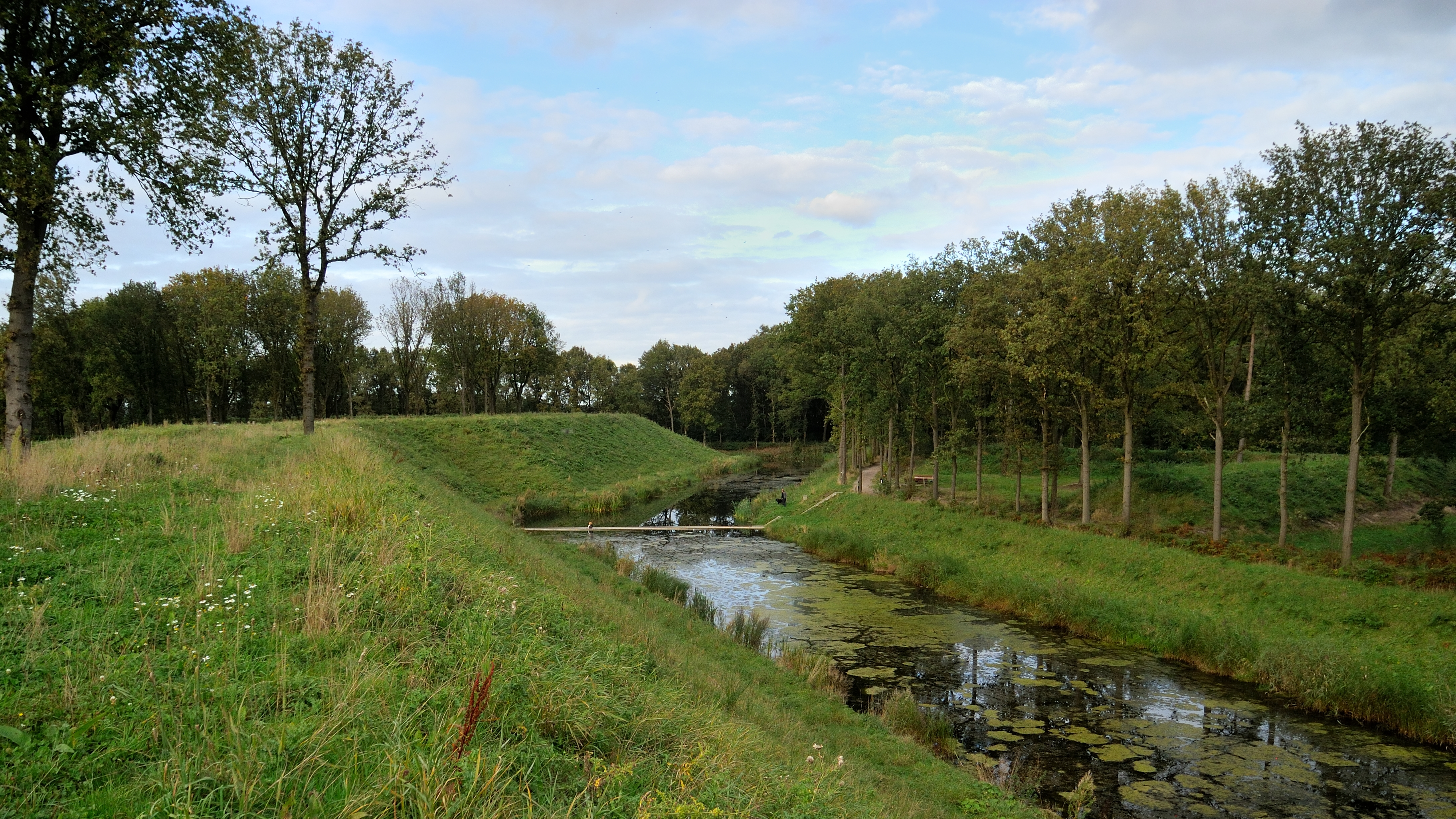
Uitzicht vanaf de saillant van het zuidoostelijke bastion op het noordoostelijke bastion, de gracht met de moderne "loopgraafbrug" en het buitenwerk.
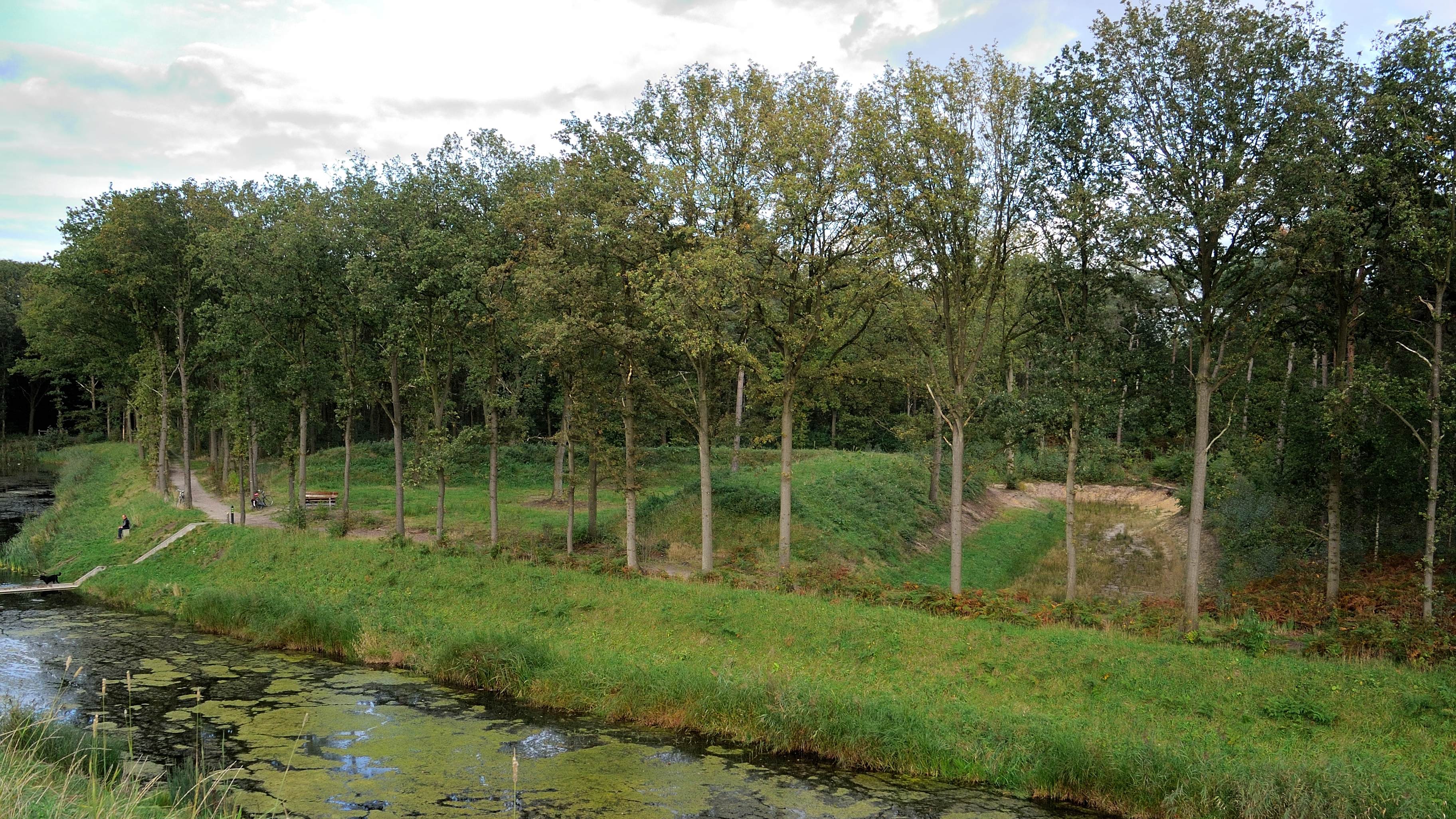
Oostelijk buitenwerk.
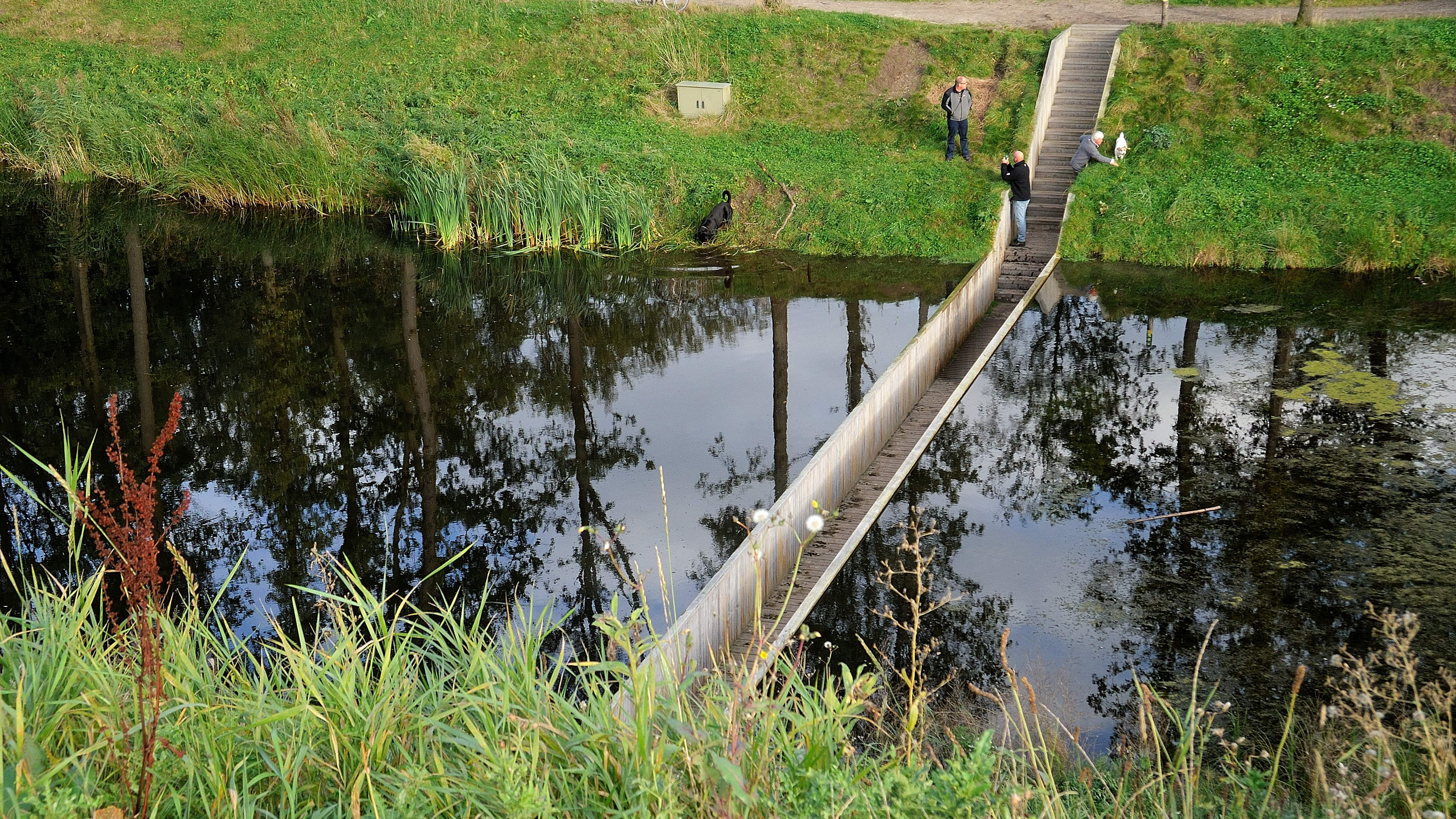
De moderne (2010) "loopgraafbrug", ook bekend als "Mozesbrug", verbindt de oostelijke courtine met het buitenwerk.
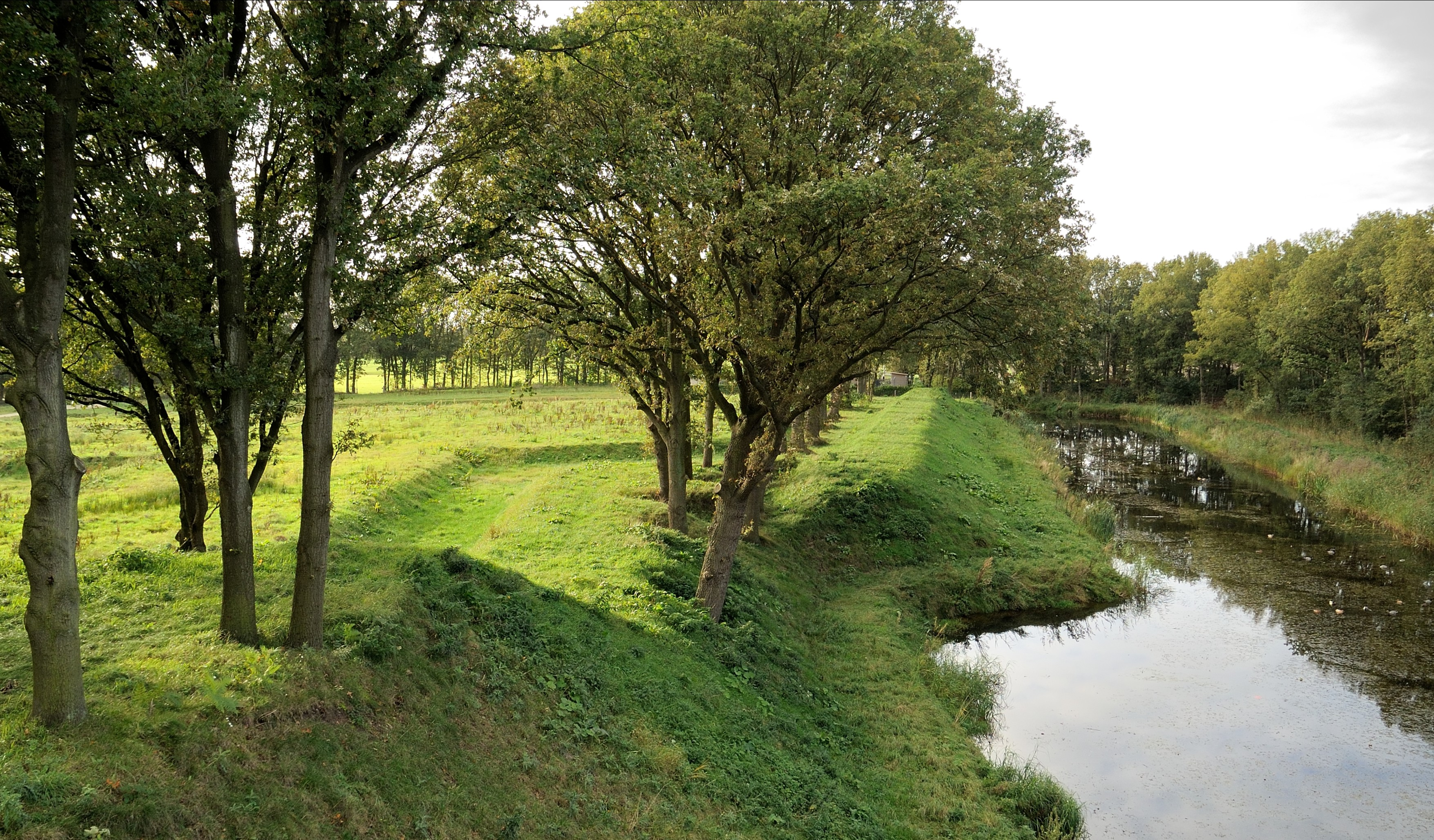
Noordelijke courtine met gracht.
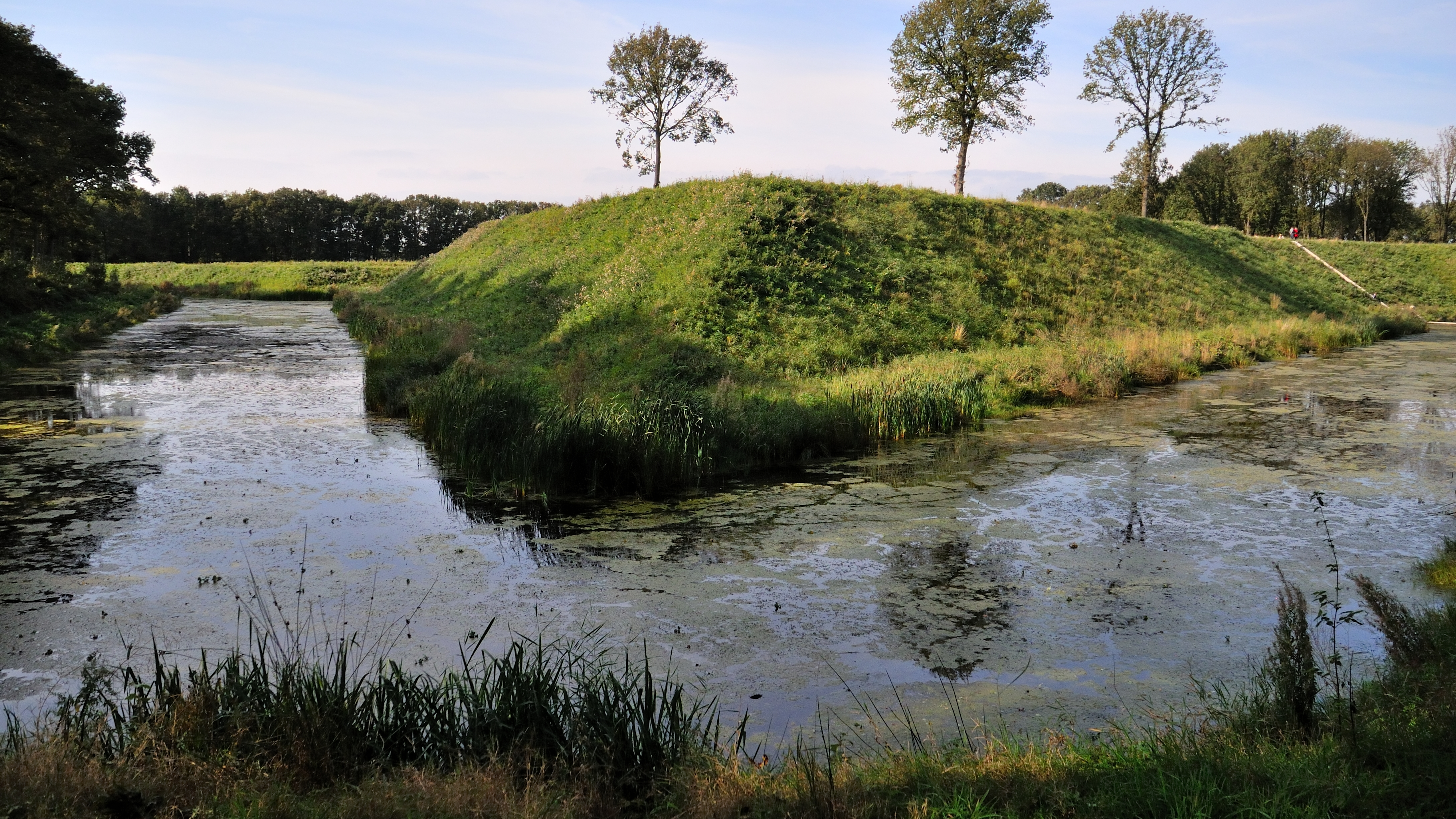
Gracht en saillant van het zuidoostelijke bastion. Rechts is de in de courtine verzonken trap van de moderne "loopgraafbrug" te zien.
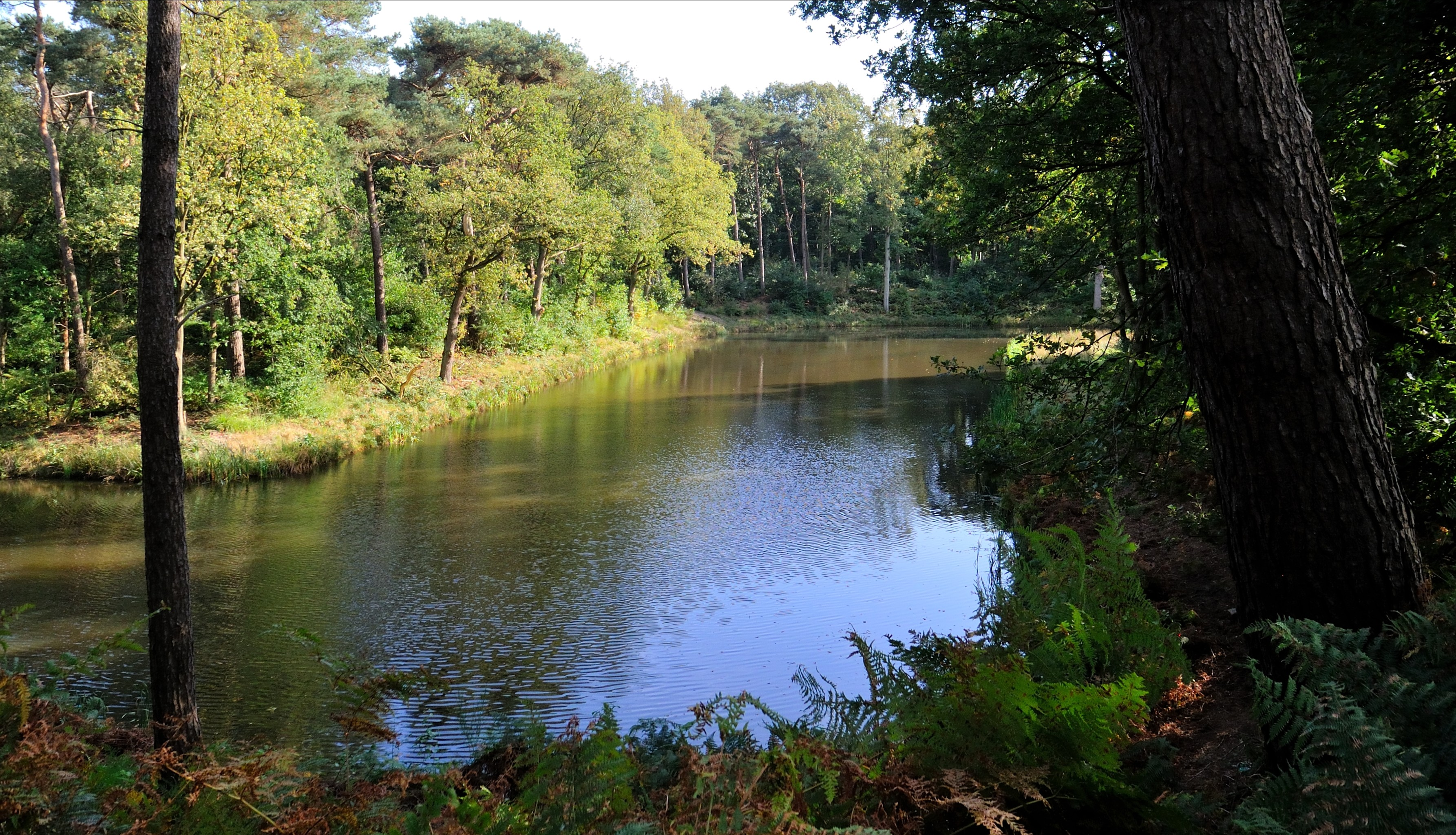
De inmiddels beboste omgeving van de tenaille ten oosten van Fort de Roovere.
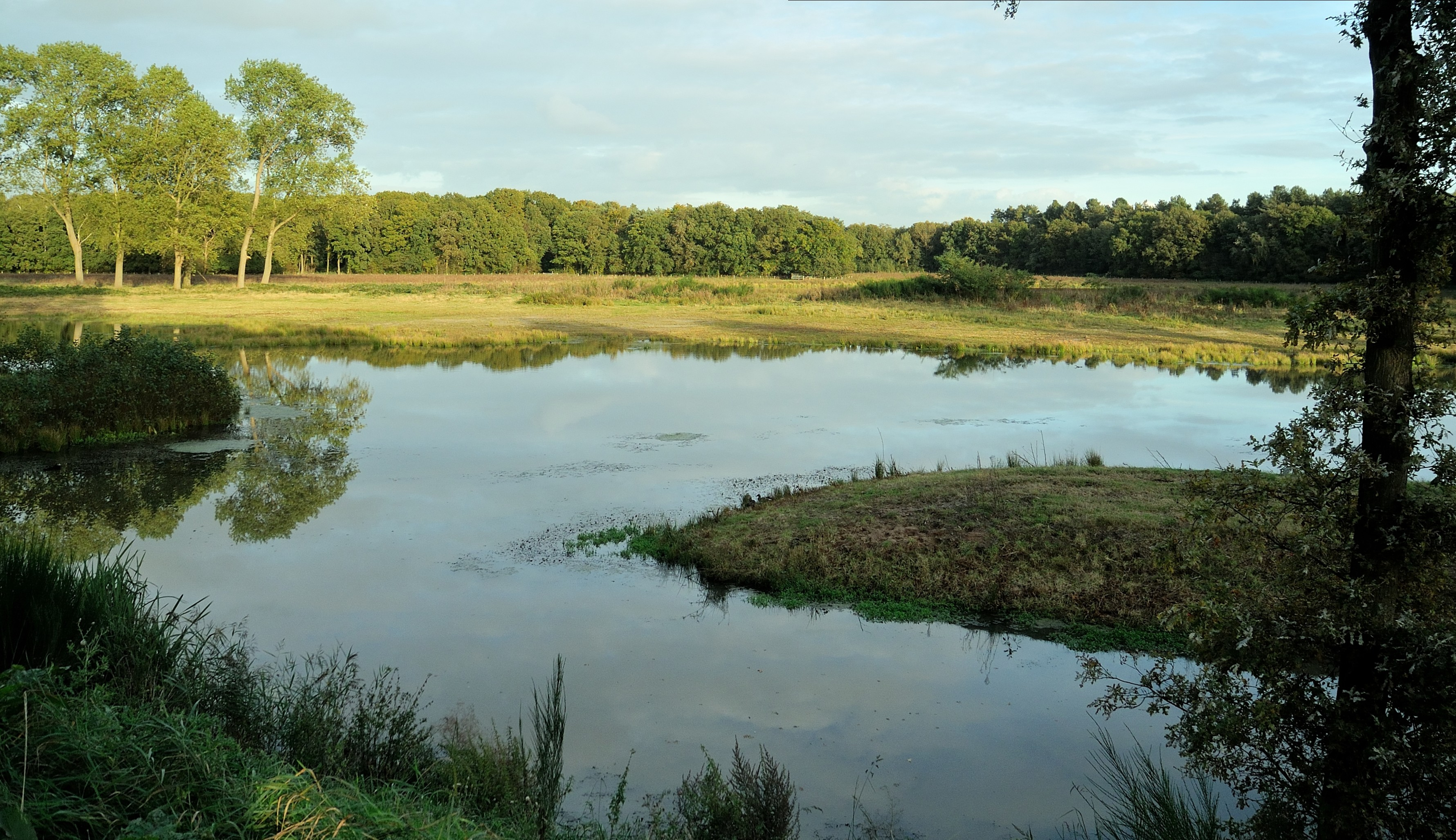
Uitzicht naar het oosten vanaf de liniewal op het inundatiegebied "Halsters Laag" (Het Laag).
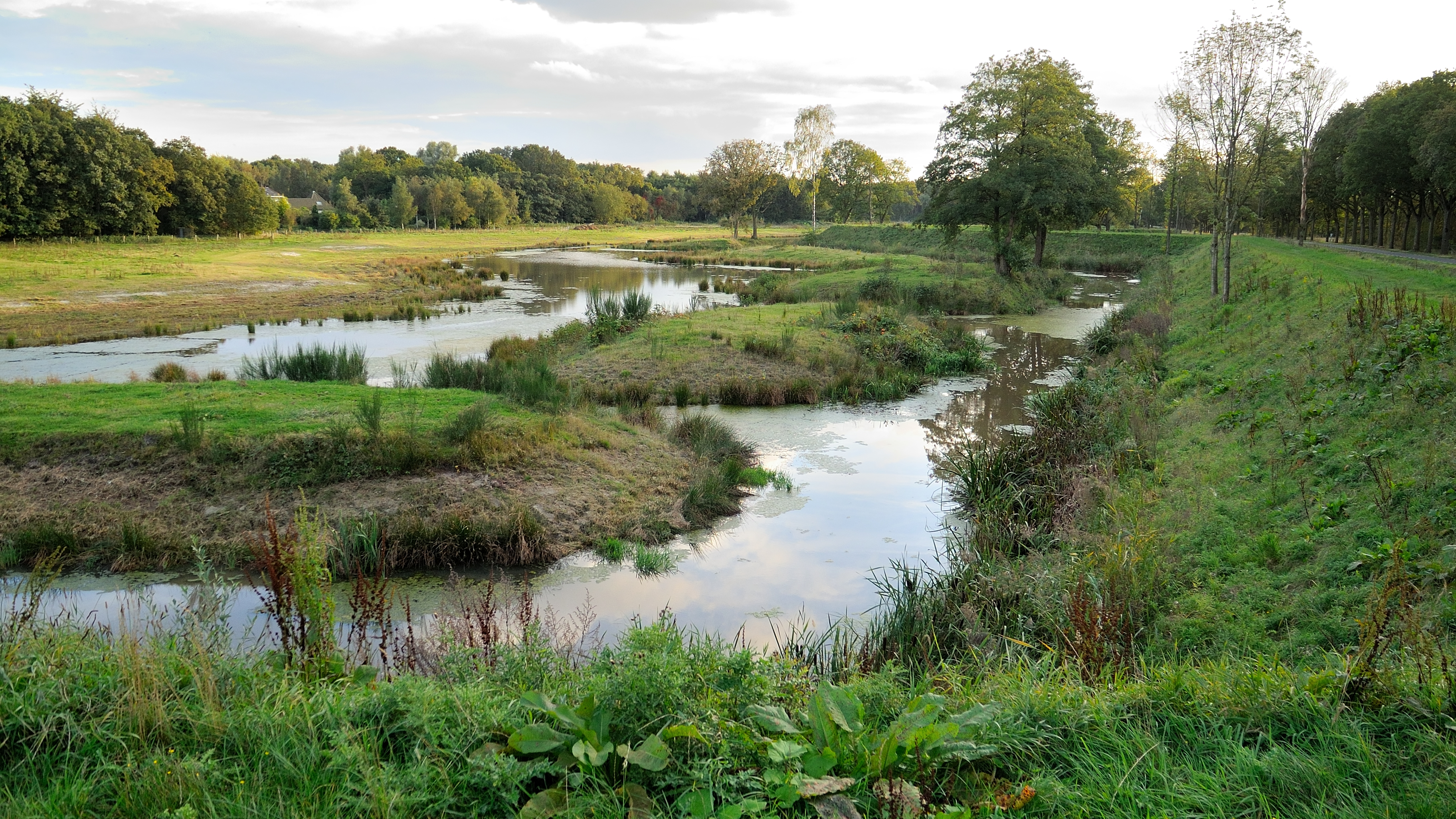
Uitzicht naar het zuiden vanaf een lunet van de linie op (v.l.n.r): inundatiegebied "Halsters Laag" (Het Laag), gracht en liniewal.